# El castillo de Barbazul
El castillo de Barbazul (en húngaro: A kékszakállú herceg vára; literalmente El castillo del duque Barbazul), op. 11, Sz. 48, es la única ópera que compuso el húngaro Béla Bartók. Tiene un solo acto y libreto de Béla Balázs, poeta y amigo del compositor. El argumento está basado en el cuento de Charles Perrault La Barbe-Bleue. La ópera dura poco más de una hora y solo hay dos personajes que cantan en escena: Barbazul (Kékszakállú) y su nueva esposa Judit; los dos acaban de fugarse y Judit llega al castillo de Barbazul por primera vez.
La reinterpretación de la obra de Balàzs por parte de Béla Bartók consiguió revivir el interés de la gente por la música popular húngara, y logró que el pueblo acudiese a la ópera para escucharla.
La ópera fue compuesta en 1911, pero fue rechazada en su primera presentación, por lo que fue estrenada siete años más tarde en Budapest. Tras una recepción con opiniones muy desiguales sobre la obra (que no caló demasiado en el público), fue reformada para ser reestrenada en 1938. Esta vez gozó de un éxito rotundo.
En 2022 se representó en el Teatro Colón de Buenos Aires con una puesta de Sophie Hunter.

## Historia
La ópera fue escrita entre febrero y septiembre de 1911, bajo la influencia de Peleas y Melisande de Claude Debussy. Bartók introdujo modificaciones en 1912 y 1917. Se estrenó en la Ópera Real de Budapest el 24 de mayo de 1918 con Olga Haselbeck (Judit), Oszkár Kálmán (Barbazul), con dirección de Egisto Tango y con puesta en escena de Dezső Zádor.

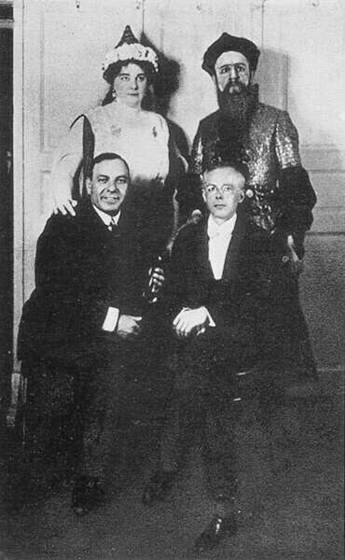
Olga Haselbeck, Oszkár Kálmán, Dezső Zádor y Béla Bartók.

El libreto se escribió originalmente en húngaro, aunque también a veces se representa en su traducción alemana. Esta ópera tuvo muy poca difusión debido a su formato corto, dura solo poco más de una hora, y tiene grandes exigencias orquestales y escénicas. Su presencia en el Maggio Musicale Fiorentino en 1938 fue el inicio de una relativa revitalización, sobre todo después de la Segunda Guerra Mundial.

## Argumento

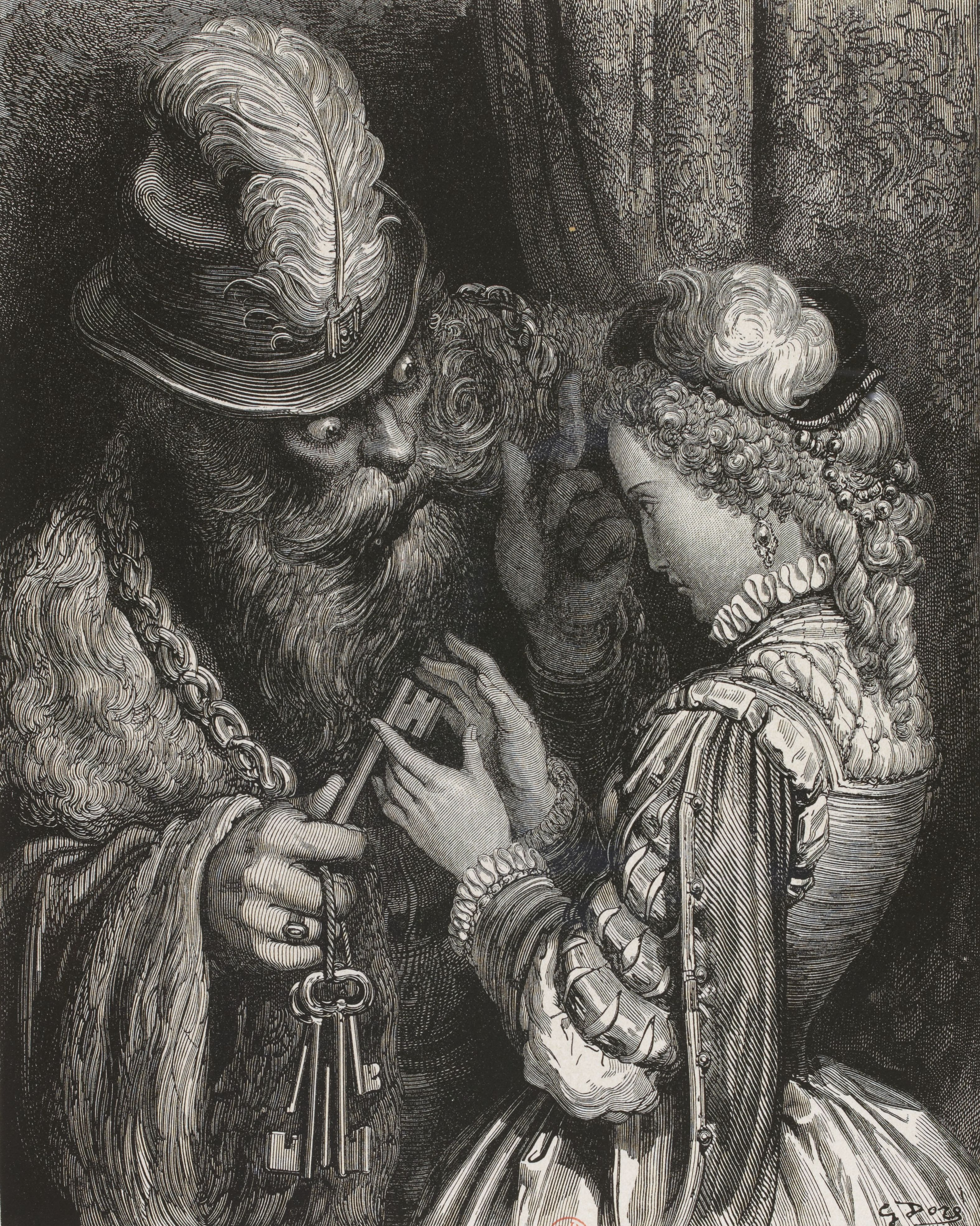
Ilustración de Gustave Doré para el cuento de Perrault Barbazul

Judith, impulsada por un ardiente amor, ha seguido a Barbazul a su castillo. Pide y obtiene de su amado las llaves de siete puertas misteriosas, y las abre una por una. Detrás de la primera hay una cámara de tortura: son los tormentos del propio Barbazul los que están encerrados allí. Detrás de la segunda puerta hay un depósito de armas, las del hombre en la lucha cotidiana por la vida. A continuación se pone al descubierto un tesoro, pero todas las joyas están manchadas de sangre: el hombre no puede lograr nada en este mundo sin hacer daño. Luego Judith ve un magnífico jardín detrás de la cuarta puerta; pero cuando mira más de cerca, la tierra, de la que brotan los árboles y las flores, está impregnada de sangre. La quinta puerta muestra un amplio paisaje; surge de él un torrente de luz cegadora, pero una nube que se extiende sobre él parece arrojar sombras tenebrosas, teñidas de sangre. Detrás de la sexta puerta hay un lago de plata: son las lágrimas, los dolores secretos de una vida. Barbazul entrega las llaves a Judith, que lo apremia, con una vacilación creciente; desea abrazarla y por medio de su amor escapar de su pasado. Sin embargo, Judith, a causa de su inclinación por este hombre extraño (que en realidad es el arquetipo del hombre), y tal vez por el eterno deseo femenino de redimirlo, le pide también la última llave. Y de esta manera descubre en el séptimo aposento a las mujeres anteriores de Barbazul: las amantes de su mañana, de su mediodía y de su tarde. Mientras Barbazul le pone el manto de estrellas y la diadema de la noche, Judith se sitúa en la fila de sus predecesoras y Barbazul se queda solo, a oscuras.

## Discografía de referencia
- 1965: Christa Ludwig (Judit) - Walter Berry (Barbazul), István Kertész (dir.) Sinfónica de Londres, Decca.
- 1976: Tatiana Troyanos - Siegmund Niemsgern, Pierre Boulez (dir.) Orquesta sinfónica de la BBC, Sony.
- 1978: Julia Varady - Dietrich Fischer-Dieskau, Wolfgang Sawallisch (dir.) Orquesta y coro de la Ópera de Baviera, Deutsche Grammophon.
- 1979: Sylvia Sass - Kolos Kováts, Georg Solti (dir.) Filarmónica de Londres, Decca.
- Años 1980: Yelena Obraztsova - Yevgueni Nesterenko, János Feréncsik (dir.) Orquesta y coro de la Ópera del Estado de Hungría, Hungaroton.
- 1988: Eva Marton - Samuel Ramey, Ádám Fischer (dir.), Orquesta del Estado Húngaro, CBS.
- 1996: Anne Sofie von Otter - John Tomlinson, Bernard Haitink (dir.), Orquesta Filarmónica de Berlín, EMI (grabación en vivo).
- 1998: Jessye Norman - László Polgár, Pierre Boulez (dir.), Orquesta Sinfónica de Chicago, Deutsche Grammophon.

### DVD
- Sylvia Sass - Kolos Kováts, Georg Solti